# MVAPICH
MVAPICH（エムバピッチ、MVAPICH2としても知られる）は、BSDライセンスで公開されているMPI標準の実装の1つである。オハイオ州立大学により開発されている。MVAPICHには、以下のように様々なバリエーションがある。
- MVAPICH2：InfiniBand、iWARP、RoCE（英語版）、Intel Omni-Path（英語版）をサポート
- MVAPICH2-X：PGASおよびOpenSHMEM（英語版）をサポート
- MVAPICH2-GDR：InfiniBandおよびNVIDIA CUDA GPUをサポート
- MVAPICH2-MIC：InfiniBandおよびIntel MICをサポート
- MVAPICH2-Virt：InfiniBandおよびSR-IOVをサポート
- MVAPICH2-EA：energy-awareであり、InfiniBand、iWARP、RoCE（英語版）をサポート